# Kerttu
Kerttu ist ein weiblicher Vorname.

## Herkunft und Varianten
Der Name die finnische Form von Gertrud.
In anderen Sprachen lautet der Name etwa Geertruida, Gertrude, Gertruida, Geertje, Gertie, Trudie, Trudy, Truus (niederländisch), Gertruda (tschechisch, polnisch), Gertrude, Gertie, Trudi, Trudie, Trudy (englisch), Gertraud, Gertrud, Traudl, Trudi (deutsch), Gertrúd (ungarisch), Geltrude (italienisch), Gertrūda (litauisch), Trude (norwegisch), Gertrudes (portugiesisch), Gertrúda (slowakisch), Gertrudis (spanisch).

## Bekannte Namensträgerinnen
- Kerttu Niskanen (* 1988), finnische Skilangläuferin
- Kerttu Nuorteva (1912–1963), finnisch-sowjetische Agentin
- Kerttu Rakke (* 1970), estnische Schriftstellerin
- Kerttu Rissanen (* 1996), finnische Schauspielerin
- Kerttu Saalasti (1907–1995), finnische Politikerin (Landbund, Zentrumspartei)
- Kerttu Tiikkainen (* 1966), finnische Skilangläuferin